# Coelogyne parishii
Coelogyne parishii är en orkidéart som beskrevs av Joseph Dalton Hooker.
Coelogyne parishii ingår i släktet Coelogyne och familjen orkidéer. Artens utbredningsområde är Burma. Inga underarter finns listade i Catalogue of Life.

## Bildgalleri

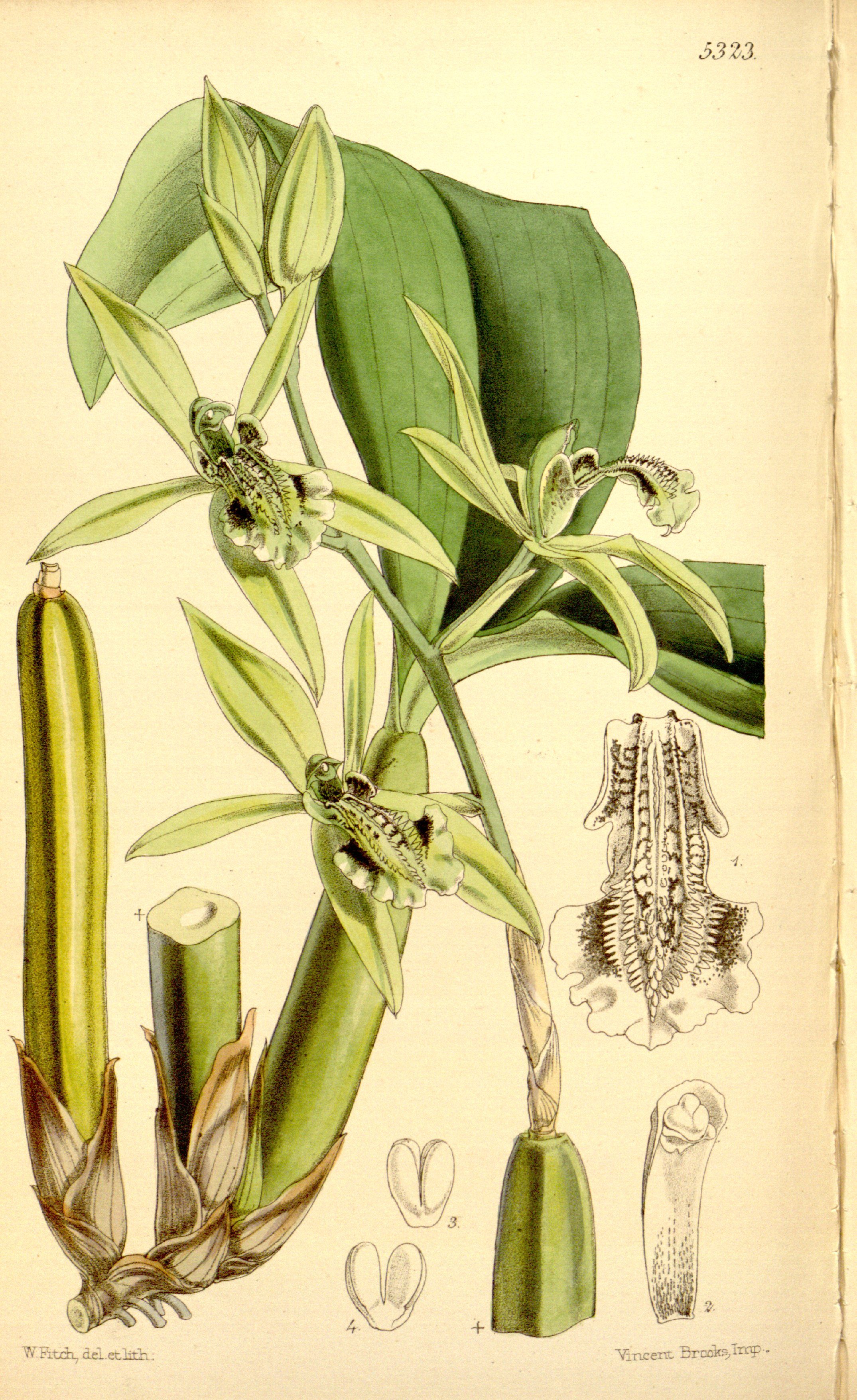